# مغنولية صغرى
ماغنوليا صغرى (الاسم العلمي: Magnolia minor) هي نوع من النباتات تتبع جنس الماغنوليا من الفصيلة الماغنولية.